# Budila
Budila (en allemand: Bodeln, Budille, Bodila, Bodola; en hongrois: Bodola) est une commune roumaine du județ de Brașov, dans la région historique de Transylvanie. Elle est composée d'un seul village, Budila.

## Monuments et lieux touristiques
- Église “Saint Nicolas” (construite 1734), monument historique
- Château fort Beldy Pál (construite 1731), monument historique
- Château Mikes (construite au XVIIIe siècle), monument historique
- Château Nemes (construite aux XVIIIe et XIXe siècles), monument historique
- Arboretum XIXe siècle, monument historique